# Rezerwat Przyrody Parsa
Rezerwat Przyrody Parsa (ang. Parsa Wildlife Reserve) – położony w południowej części nepalskiego Teraju sąsiaduje z Parkiem Narodowym Chitwan od zachodu. 
Wśród wzgórz rezerwatu zamieszkują między innymi słonie indyjskie, tygrysy, lamparty, wargacze oraz około 300 różnych gatunków ptaków.